# Gohor
Gohor es una comuna ubicada en el distrito de Galați, Rumania.

## Superficie
Posee una superficie de 51,97 kilómetros cuadrados.

## Demografía
Hasta 2021 la población era de 3154 habitantes, con una densidad de población de 60,69 habitantes por kilómetro cuadrado.